# Loxosceles rufescens
Espèce
Synonymes
- Scytodes rufescens Dufour, 1820
- Loxosceles citigrada Heineken & Lowe, 1832
- Scytodes erythrocephala C. L. Koch, 1838
- Scytodes distincta Lucas, 1846
- Scytodes pallida Blackwall, 1865
- Spermophora comoroensis Butler, 1879
- Loxosceles compactilis Simon, 1881
- Loxosceles marylandicus Muma, 1944
- Loxosceles indrabeles Tikader, 1963

Loxosceles rufescens est une espèce d'araignées aranéomorphes de la famille des Sicariidae.
Comme les autres espèces de son genre, elle est surnommée Araignée violoniste en raison d'une tache sur son céphalothorax ressemblant à un violon.

## Distribution
Cette espèce est cosmopolite par introduction. Elle se rencontrait originellement en Europe du Sud, en Afrique du Nord, en Asie de l'Ouest et en Afghanistan.
Elle a été introduite par l'homme au Canada, aux États-Unis (y compris à Hawaï), au Mexique, au Pérou, en Australie, aux Philippines, au Japon, en Corée, en Chine, au Laos, en Thaïlande, en Inde, en Afrique du Sud et en Macaronésie.

## Description

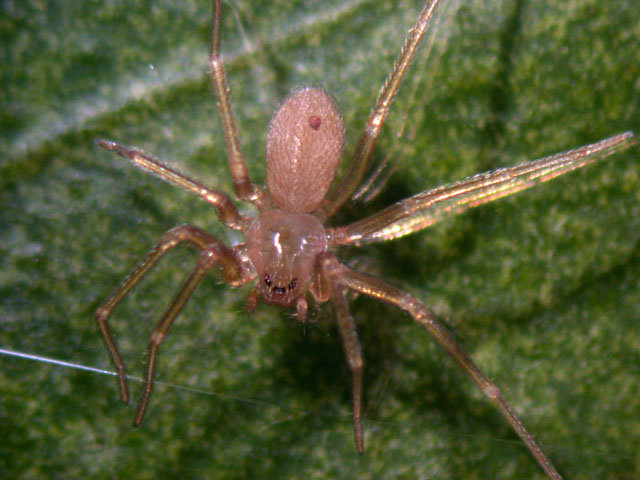
Loxosceles rufescens

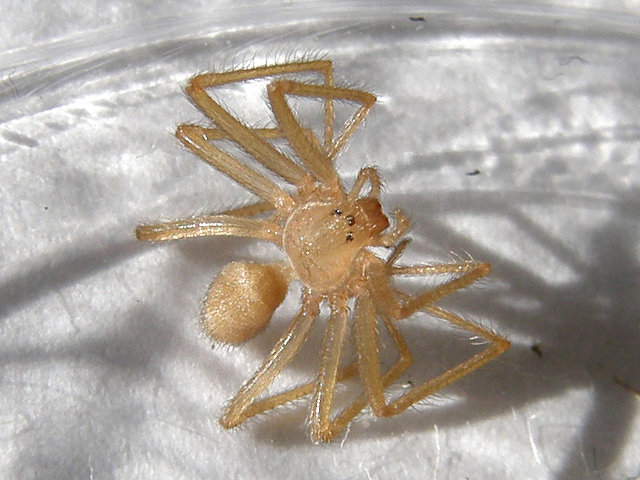
Loxosceles rufescens

Le mâle décrit par Gertsch et Ennik en 1983 mesure 7 mm et la femelle 7,5 mm.
Les mâles mesurent de 7,0 à 7,5 mm et les femelles de 7,0 à 7,5 mm.
Loxosceles rufescens est de couleur brune, la plupart de ces araignées ont une tache panduriforme sur leur carapace et une rainure longitudinale. Elle a six yeux et des poils nets sur le corps et les pattes.
Les Sicariidae tissent des toiles collantes, irrégulières en plaque.
La femelle pond entre 30 et 300 œufs par sacs qu'elle conserve à l'arrière de sa toile.

## Venin
Son venin est relativement toxique pour l'homme et sa morsure peut provoquer des lésions jusqu'à 10 cm de circonférence. La toxicité du venin est aggravée par les fortes chaleurs.

## Systématique et taxinomie
Cette espèce a été décrite sous le protonyme Scytodes rufescens par Dufour en 1820. Elle est placée dans le genre Loxosceles par Simon en 1873.
Loxosceles marylandicus a été placée en synonymie par Gertsch en 1958.
Scytodes distincta, Loxosceles compactilis et Loxosceles indrabeles ont été placées en synonymie par Brignoli en 1976.

## Loxosceles rufescensdans la culture
Quand sort la recluse, roman policier de Fred Vargas (2017), met en scène la morsure de la Loxosceles rufescens.

## Publication originale
- Dufour, 1820 : « Description de six arachnides nouvelles. » Annales générales des sciences physiques, vol. 4, p. 355-366.